# HD 85725
HD 85725，又名CD-26 7505，SAO 178130、HR 3916，是一颗恒星，视星等为6.3，位于銀經261.1，銀緯20.7，其B1900.0坐标为赤經9h 48m 29.3s，赤緯-26° 20.7′ 51″。